# Paratanais maleficus
Paratanais maleficus is een naaldkreeftjessoort uit de familie van de Paratanaidae. De wetenschappelijke naam van de soort is voor het eerst geldig gepubliceerd in 2001 door Larsen.